# Pilsach
Pilsach – miejscowość i gmina w Niemczech, w kraju związkowym Bawaria, w rejencji Górny Palatynat, w regionie Ratyzbona, w powiecie Neumarkt in der Oberpfalz, wchodzi w skład wspólnoty administracyjnej Neumarkt in der Oberpfalz. Leży w Jurze Frankońskiej, około 5 km na północny wschód od Neumarkt in der Oberpfalz, przy autostradzie A3 i drodze B299.

## Dzielnice
W skład gminy wchodzą następujące dzielnice: Pilsach, Ammelhofen, Anzenhofen, Bernthal, Bräunertshof, Danlohe, Diemühle, Dietkirchen, Eispertshofen, Eschertshofen, Giggling, Habertshofen, Hilzhofen, Inzenhof, Klosterhof, Laaber, Langenmühle, Litzlohe, Niederhofen, Oberried, Pfeffertshofen, Raschhof, Schneemühle, Tartsberg, Unterried, Waldeck, Wimmersdorf i Wünn.

## Zabytki i atrakcje
- zamek Pilsach
- Kościół pw. św. Piotra i Pawła (St. Peter und Paul)
- cmentarz w dzielnicy Dietkirchen